# جيتاونا
جيتاونا بلدية في ولاية باهيا في المنطقة الشمالية الشرقية من البرازيل.